# Agrilus colleti
Agrilus colleti es una especie de insecto del género Agrilus, familia Buprestidae, orden Coleoptera.
Fue descrita científicamente por Curletti & Brûlé, 2011.